# エンデバー (企業)
エンデバー・グループ・ホールディングス（英語:Endeavor Group Holdings, Inc.、Endeavor、旧称はWilliam Morris Endeavor、WME-IMG、旧略称 WME）は、アメリカ合衆国カリフォルニア州に本社を置く最大手エージェンシーの1つで、IMG、UFC、WWE、プロフェッショナル・ブルライダーズなどを傘下に持つ持株会社。

## 概要
1995年に設立されたエンデバー・タレント・エージェンシーを前身とし、2009年に4大エージェンシーの1つで世界最古のエージェンシーであるウィリアム・モリス・エージェンシーと合併してウィリアム・モリス・エンデバーとして設立された。
2014年に世界的スポーツエージェンシーのIMGを24億ドルで買収。2016年には総合格闘技団体のUFCをスポーツ史上最高額（当時）の買収額となる40億2500万ドルで買収した。

## 社歴
1995年、前身のエンデバー・タレント・エージェンシーが設立。

### ウィリアム・モリス・エンデバー
2009年4月27日、創業100年以上の老舗タレント・エージェンシー、ウィリアム・モリス・エージェンシーと、エンデバー・タレント・エージェンシーが合併し、新会社ウィリアム・モリス・エンデバー（WME）を設立することが発表される。
合併後直ぐに、エンデバー・タレント・エージェンシーの幹部だったアリ・エマニュエルとパトリック・ホワイトセルはWMEの共同CEOに就任すると、取締役会長のジム・ウィアットを含むウィリアム・モリス・エージェンシーの元取締役と元従業員約100人を解雇し、WMEの本社をカリフォルニア州ビバリーヒルズのエンデバー・タレント・エージェンシーのオフィスへ移転させた。

### WME-IMG
2013年12月18日、シルバーレイク・パートナーズと共同でIMGを24億ドルで買収。アリ・エマニュエルとパトリック・ホワイトセルがIMGの共同CEOに就任した。
2015年4月、プロフェッショナル・ブルライダーズを買収した。
2015年9月14日、ミス・ユニバース、ミスUSA、ミス・ティーンUSAを保有・運営するミス・ユニバース機構をドナルド・トランプから買収。
2015年9月23日、ターナー・ブロードキャスティング・システムと提携して、eスポーツリーグのELeagueを設立することを発表した。
2016年3月、日本のソフトバンクが2億5000万ドル（約300億円）を出資し、同社株8％を取得した。
2016年7月9日、総合格闘技団体のUFCを、WME-IMGを筆頭とするシルバーレイク・パートナーズ、コールバーグ・クラビス・ロバーツ、MSDキャピタルの共同グループで、スポーツ史上最高額（当時）の買収額となる40億2500万ドル（約4400億円）で買収した。

### エンデバー
2017年10月、WME-IMGを組織編成して企業名をEndeavorに変更した。アリ・エマニュエルがCEO、パトリック・ホワイトセルが取締役会長に就任した。
2021年4月28日、ニューヨーク証券取引所に新規株式公開（IPO）で上場した。上場収益の一部を使用してUFCの他の株主から17億ドルで株式を買い取り、UFCを完全子会社とした。
2021年9月27日、スポーツベッティング事業のOpenBetを12億ドル（約1330億円）で買収した。
2022年10月26日、ミス・ユニバース機構をJKNグローバル・グループへ売却した。
2023年4月3日、EndeavorがWWEを株式交換方式で買収し、UFCとWWEを統合した新会社を設立することを発表した。
2023年9月12日、UFCとWWEの統合完了および新会社TKOグループ・ホールディングスの設立が発表され、ニューヨーク証券取引所でTKOグループ・ホールディングスの上場セレモニーが行われた。TKOグループ・ホールディングスの評価額は214億ドル（約3兆1500億円）、UFCの評価額は121億ドル（1兆7800億円）、WWEの評価額は93億ドル（1兆3700億円）と評価され、株式はEndeavorが51%、残り49％をWWEの既存株主が保有する。TKOグループ・ホールディングスのCEOにはアリ・エマニュエル、取締役会長にはWWEのビンス・マクマホン、社長兼COOにはEndeavorのマーク・シャピロが就任。UFCとWWEは別々の部門として運営され、UFCのダナ・ホワイト、WWEのニック・カーンが、それぞれ代表を継続して務める。

## グループ会社
- エンデバー

### ホスピタリティ/ライブイベント/チケット販売
- オン・ロケーション・エクスペリエンセス
- フリーズ・アート・フェア
  - エキスポ・シカゴ
  - アーモリー・ショー

### タレント・エージェンシー
- WME
- IMG
- ディクソン・タレント
- ウォール・グループ
- グローバル・eスポーツ・マネージメント
- ラビノー・ヴェヒター・サンフォード＆ジレット
- ロス・ユーン・エージェンシー

### ブランディング/プロモーション/広告
- 160 over 90
- ワンダフル・ユニオン
- Learfield
  - 120スポーツ
  - キャンパス・インサイダー
  - ロングホーン・ネットワーク

### ムービー
- フィフス・シーズン
- ブルーム

### 放送/出版
- エンデバー・ストリーミング
- Frieze
- アサイラム・エンターテイメント・グループ
- サード・コスト・コンテント

### スポーツ組織
- TKOグループ・ホールディングス
  - UFC
  - WWE
- プロフェッショナル・ブルライダーズ
- ユーロリーグ
- ELeague
- キャンプ・サマー・イーグル

## 現在のクライアント

### 俳優・監督
- マイケル・ベイ
- ラッセル・クロウ
- J・J・エイブラムス

- リドリー・スコット
- ブライアン・シンガー
- クエンティン・タランティーノ
- ポール・トーマス・アンダーソン

- デンゼル・ワシントン
- クリント・イーストウッド
- リチャード・ギア
- ジャッキー・チェン
- エディ・マーフィ
- ジョン・トラボルタ
- フォレスト・ウィテカー
- ナタリー・ポートマン
- マーク・ウォールバーグ

- ウーピー・ゴールドバーグ
- セレーナ・ゴメス
- シャロン・ストーン
- ジョシュ・ホロウェイ
- スティーヴン・ソダーバーグ
- フランク・ダラボン
- クリー・サマー
- アンナ・サワイ

### ミュージシャン
- ショーン・コムズ
- エミネム
- ファットボーイ・スリム
- ザ・キラーズ
- ウィリー・ネルソン
- レーナード・スキナード
- ザ・ローリング・ストーンズ
- 50セント

- スヌープ・ドッグ
- ブリトニー・スピアーズ
- カニエ・ウェスト
- PSY
- 坂本龍一
- X JAPAN
- YOSHIKI
- BABYMETAL
- ローラ

## 過去のクライアント
- チャーリー・チャップリン
- マルクス兄弟
- マリリン・モンロー
- フランク・キャプラ
- クラーク・ゲーブル
- ジュディ・ガーランド
- サミー・デイヴィスJr.

- エルヴィス・プレスリー
- ミルトン・バール
- リタ・ヘイワース
- スティーブ・マックイーン
- フランク・シナトラ
- アンディ・グリフィス
- キャサリン・ヘプバーン

- ジュリア・ロバーツ
- ケイト・ブランシェット
- ジャック・レモン
- ウォルター・マッソー
- キム・ノヴァク
- サニー&シェール
- ザ・ビーチ・ボーイズ

- サラ・ミシェル・ゲラー
- リチャード・エプカー
- デビッド・ケイ
- デイヴ・マロウ
- メル・ギブソン
- 工藤夕貴
- 松田聖子
- キャンディ・ミロ

- モーリス・ラマーシュ
- MIYAVI